# Infusor de té

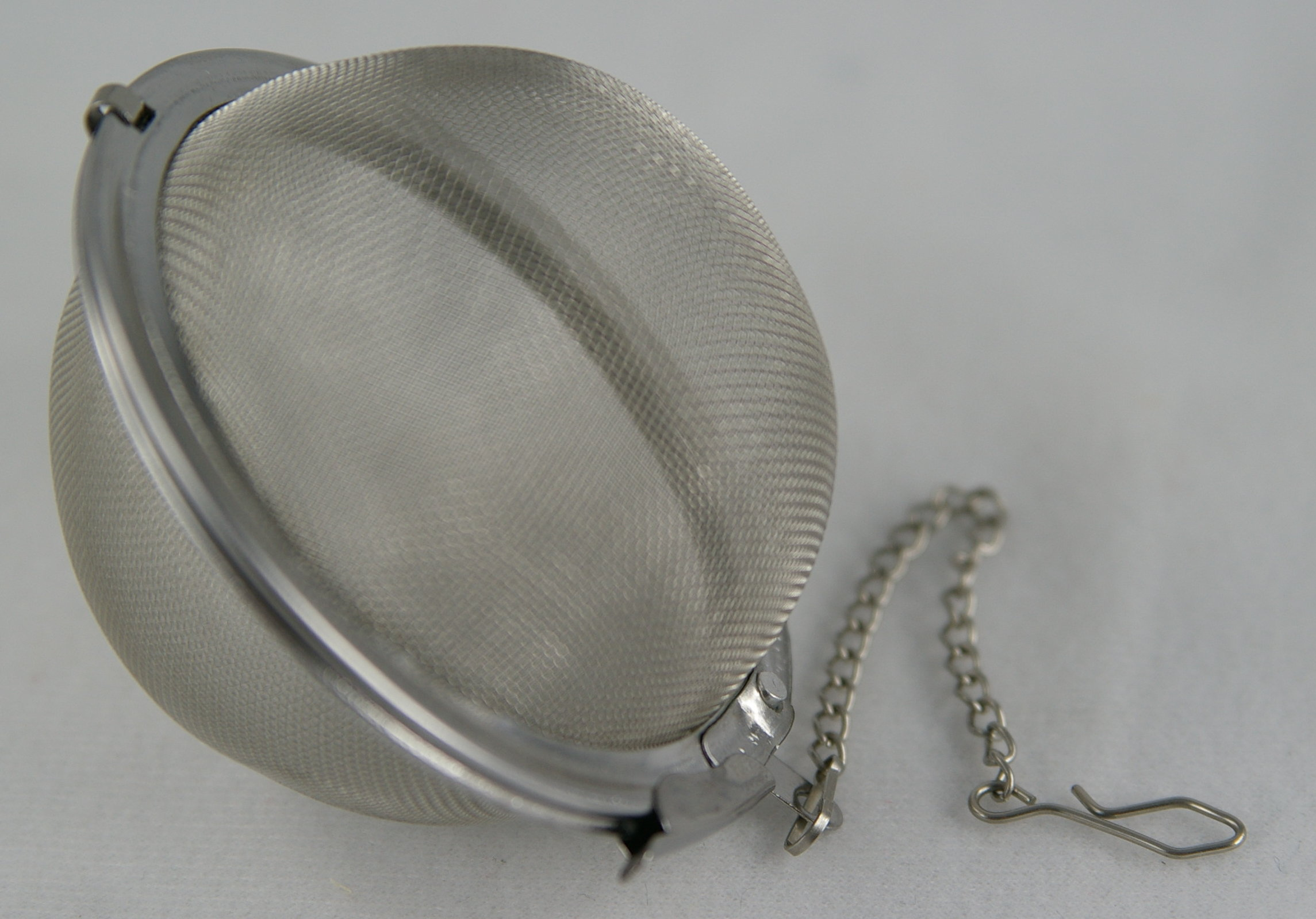
Una bola infusora de té de rejilla

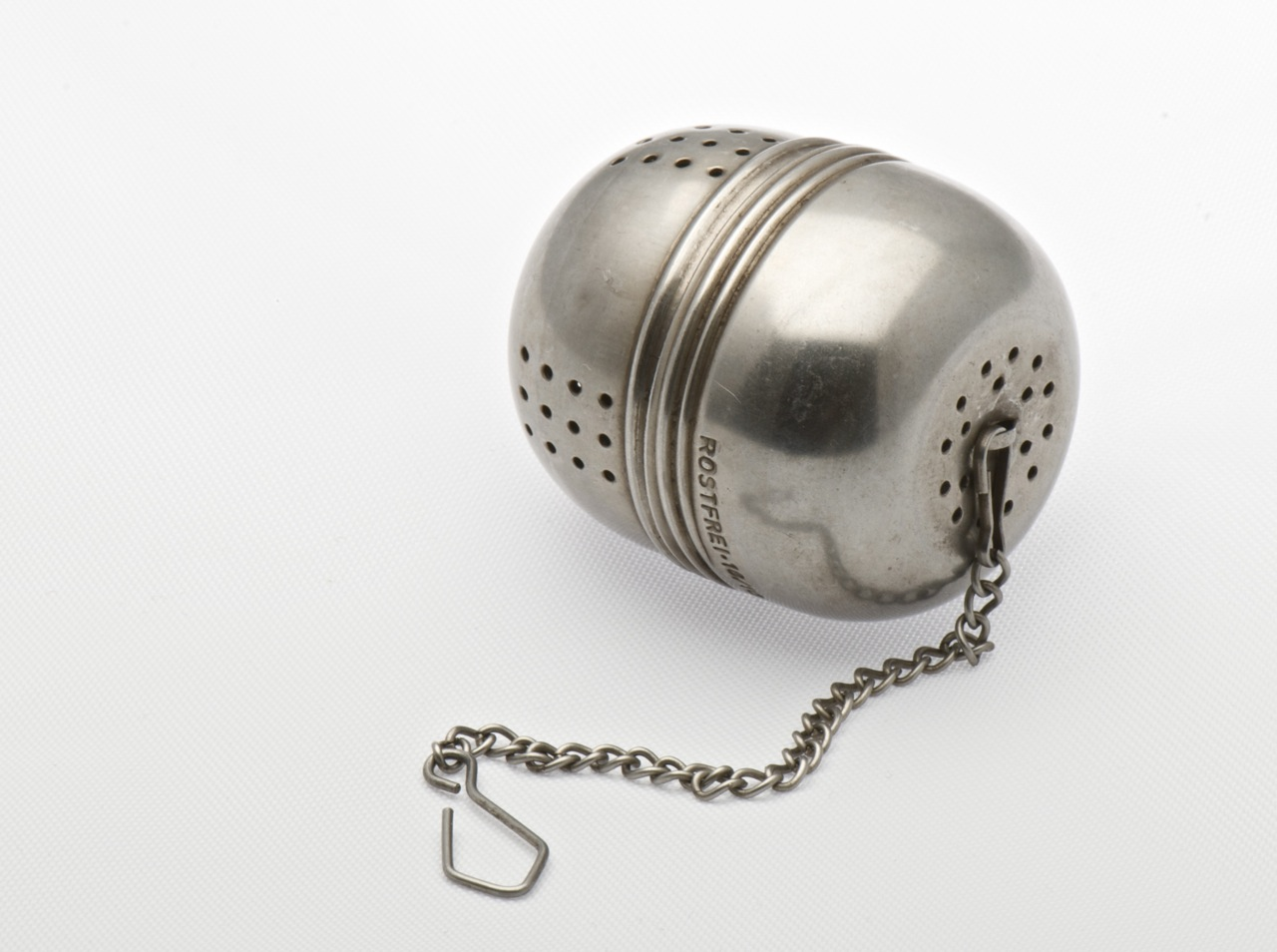
Una bola infusora de té inoxidable

Un infusor de té es un dispositivo en el que se introducen hojas de té sueltas para preparar la infusión, normalmente en una taza. También se denomina bola de té, cuchara de té y pinza de té. El infusor de té ganó popularidad en la primera mitad del siglo XIX: en la época de la reina Victoria ninguna casa británica respetable podía carecer de uno.
Los infusores de té permiten preparar la infusión fácilmente a partir de fannings y hojas de té rotas.

## Uso
Un infusor de té realiza la misma función que una bolsita de té. El infusor suele constar de un contenedor pequeño de rejilla o metal perforado o de una cuchara cerrada donde se introduce el té, de diversos tamaños para permitir preparar una o varias tazas cada vez. Las formas habituales de los infusores son la esférica, cónica y cilíndrica. Un estilo es el de una esfera abierta con asas como tenacillas para abrir su contenedor de rejilla.

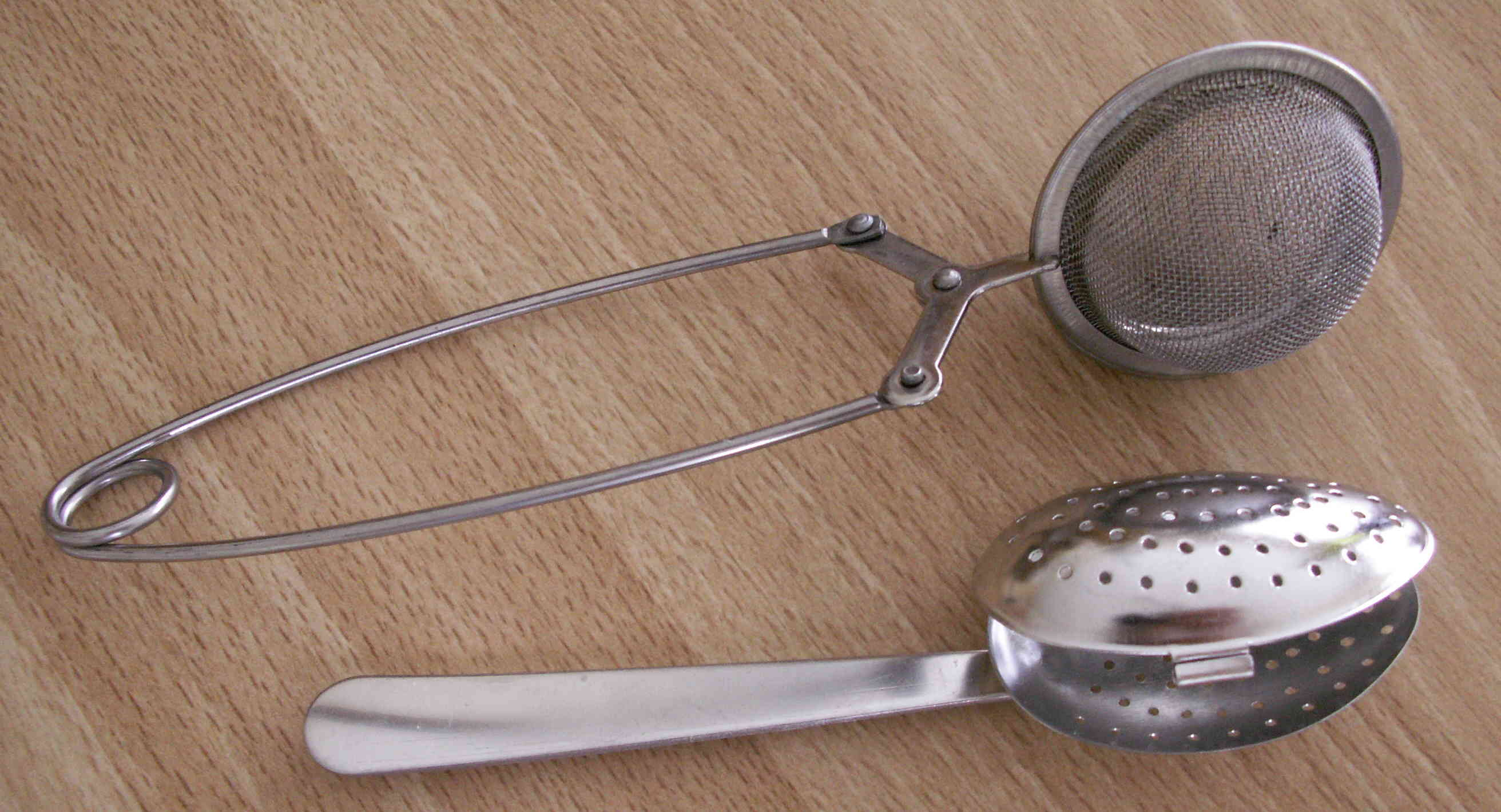
Otros dos tipos de infusores de té

El infusor se pone en una taza o tazón de agua caliente o hirviendo, permitiendo que el té macere sin que las hojas sueltas pasen a la taza o tazón. Una varilla o cadena suele estar unida al contenedor del infusor para facilitar su recuperación de la taza o tazón. Los infusores con agujeros mayores pueden no retener todas las hojas, exigiendo el uso de un colador de té para retirar los trozos restantes.

## Prensa francesa
Aunque no es frecuente, puede usarse una prensa francesa como infusor de té. Sin embargo, la mayoría de tés solo se maceran por un tiempo limitado tras el que se retiran del agua para evitar que la infusión quede demasiado amarga.